# Вранов на Дији
Вранов на Дији (чеш. Vranov nad Dyjí) је насељено мјесто са административним статусом варошице (чеш. městys) у округу Знојмо, у Јужноморавском крају, Чешка Република.

## Становништво
Према подацима о броју становника из 2014. године насеље је имало 837 становника.